# Inget spel för nybörjare
Inget spel för nybörjare (engelska: Zee and Co., även känd som X, Y and Zee och  Zee and Company) är en brittisk långfilm från 1972 i regi av Brian G. Hutton, med Elizabeth Taylor, Michael Caine, Susannah York och Margaret Leighton i rollerna. Filmen bygger på romanen Zee and Co. av den irländska författaren Edna O'Brien, som även skrivit manuset.

## Handling
Zee Blakely (Elizabeth Taylor) är en högljudd och cynisk societetsdam vars äktenskap med Robert (Michael Caine) håller på att falla samman. Robert dras istället till den tysta butiksägaren Stella (Susannah York), en kvinna som skulle kunna vara Zees totala motsats.
Zee gör nu allt för att få tillbaka Robert, bland annat ett misslyckat självmordsförsök - men inget fungerar. Hon upptäcker att Stella tidigare haft en lesbisk affär och försöker nu utpressa henne och Robert att ha en kärlekstriangel med båda kvinnorna.

## Rollista
| Elizabeth Taylor  | – Zee Blakeley    |
| Michael Caine     | – Robert Blakeley |
| Susannah York     | – Stella          |
| Margaret Leighton | – Gladys          |
| John Standing     | – Gordon          |
| Mary Larkin       | – Rita            |
| Michael Cashman   | – Gavin           |
| Gino Melvazzi     | – Head Waiter     |

## Produktion
Edna O'Brien som både skrivit filmens förlaga och manuset kände sig förråd av regissören Brian G. Hutton; manuset hon skrivit förändrades, dialog ändrades om, scener togs bort och lades till. I hennes ord blev det hon skapat "slaktat och mördat".

## Mottagande
Filmen floppade på bio och fick dåliga recensioner.